# Església Mare de Déu dels Dolors de l'Hospital Psiquiàtric Femení
L'Església Mare de Déu dels Dolors de l'Hospital Psiquiàtric Femení és una obra renaixentista de Sant Boi de Llobregat (Baix Llobregat) protegida com a Bé Cultural d'Interès Local.

## Descripció
Església de planta de creu llatina i cúpula sobre el transepte, amb capelles laterals flanquejades per arcs rebaixats i emmarcades entre pilastres adossades que suporten una cornisa per emfatitzar l'efecte perspectiu fa confluir les línies a l'altar major. La nau es cobreix amb una falsa volta suspesa d'encavallades de fusta. Els brancals de la porta principal són originals esculpits en pedra. La porta que dona al carrer Benito Menni i el campanar d'estil nerorenaixentista són de pedra artificial. A les dependències auxiliars hi ha una volta amb lluernes sobre el cambril de la verge i a sota n'hi ha una amb maó de pla.